# Beth Broderick

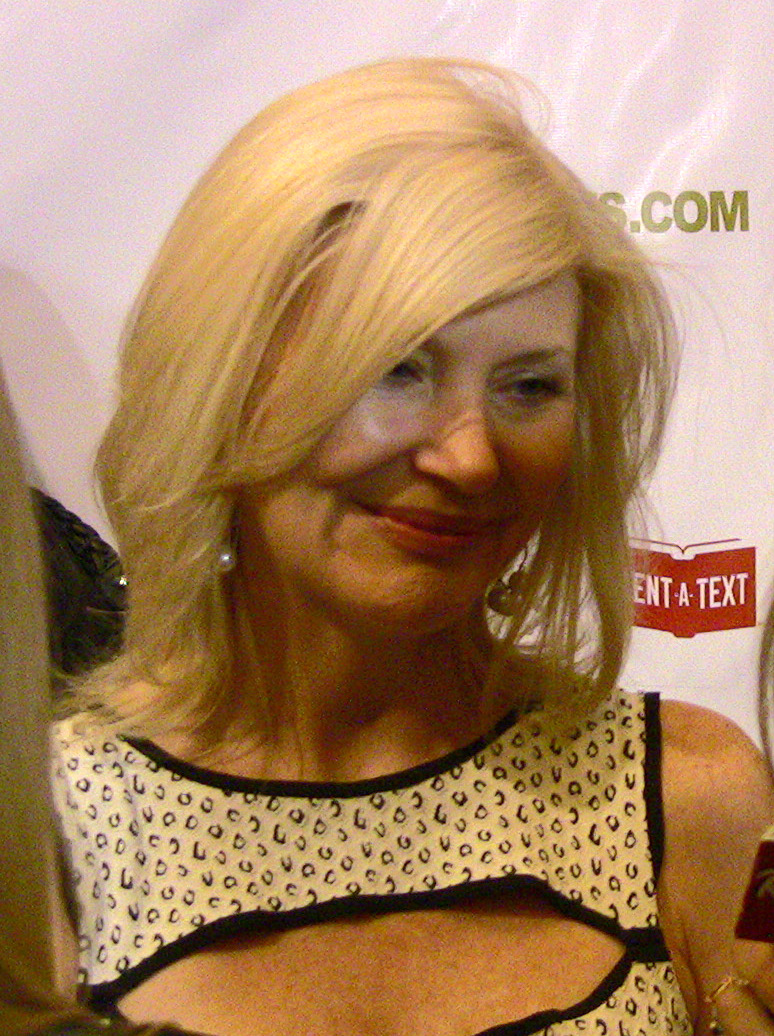
Beth Broderick (2011)

Beth Alice Broderick (* 24. Februar 1959 in Falmouth, Kentucky) ist eine US-amerikanische Schauspielerin. Bekannt ist sie vor allem durch ihre Rollen als Tante Zelda in der Serie Sabrina – Total Verhext! und als Delilah Buchanan in der Sitcom The Five Mrs. Buchanans.

## Leben
Broderick wurde in Kentucky geboren, wuchs aber in Kalifornien auf. Als sie mit 18 Jahren den Abschluss an der American Academy of Arts gemacht hatte, zog sie nach New York City, um ihre Karriere als Schauspielerin voranzutreiben. Sie ist in einigen Episoden von Lost als Kates Mutter sowie in der sechsten Folge von Bionic Woman zu sehen. Im Film Timber Falls spielte sie eine gottesfürchtige Frau. Gastauftritte hatte sie unter anderem in den Fernsehserien Supernatural, CSI: Vegas und Leverage. 2010 wirkte sie in dem Fernsehfilm Die Rache der Brautjungfern mit und hatte 2013 in der CBS-Serie Under the Dome eine Nebenrolle inne.
Broderick unterstützt die Demokratische Partei.

## Filmografie (Auswahl)

### Kino
- 1983: In Love
- 1985: Bordello: House of the Rising Sun
- 1986: Killing Eyes
- 1986: Sex Appeal
- 1987: Student Affairs
- 1987: Die Schwestern von der Samenbank (Young Nurses in Love)
- 1987: Knastakademie (Slammer Girls)
- 1988: Katies Sehnsucht (Stealing Home)
- 1990: Fegefeuer der Eitelkeiten (The Bonfire of the Vanities)
- 1991: Thousand Pieces of Gold
- 1995: Du schon wieder! (French Exit)
- 1995: Man of the Year
- 1996: Die Wiege des Hasses (Maternal Instincts)
- 1997: Women Without Implants (Kurzfilm)
- 1997: Fools Rush In – Herz über Kopf (Fools Rush In)
- 2000: Psycho Beach Party
- 2003: Inside the Inner Circle (Kurzfilm)
- 2005: The Inner Circle
- 2005: Tom's Nu Heaven
- 2006: State's Evidence
- 2007: Timber Falls
- 2009: Two Dollar Beer
- 2011: Bad Actress
- 2011: Fly Away
- 2012: Retail Therapy (Kurzfilm)
- 2014: Two Step
- 2015: Echoes of War
- 2018: Crash Blossom
- 2018: Marriage: Impossible
- 2018: The Neighborhood Watch
- 2019: Purity Falls
- 2020: Becoming
- 2020: The Fox Hunter
- 2024: The Marry Gentleman

### Fernsehserien
- 1988: Matlock (eine Folge)
- 1988–1989: California Bulls (1st & Ten, zwei Folgen)
- 1989: Inspektor Hooperman (Hooperman, eine Folge)
- 1989: The Nutt House (eine Folge)
- 1989: Mancuso, FBI (eine Folge)
- 1990: Murphy Brown (eine Folge)
- 1990: Glory Days (sechs Folgen)
- 1990: Eine schrecklich nette Familie (Married… with Children, eine Folge)
- 1991: Get a Life (eine Folge)
- 1991: Doctor Doctor (eine Folge)
- 1991: Drexell's Class (eine Folge)
- 1992: Ausgerechnet Alaska (Northern Exposure, eine Folge)
- 1992–1994: Küß’ mich, John (Hearts Afire, 36 Folgen)
- 1994–1995: The 5 Mrs. Buchanans (17 Folgen)
- 1996–2002: Sabrina – Total Verhext! (Sabrina, the Teenage Witch, Fernsehserie, 141 Folgen)
- 1997: Night Affairs (eine Folge)
- 1997: ABC TGIF (eine Folge)
- 1997: Breast Men (eine Folge)
- 2003: The Lyon's Den (eine Folge)
- 2004: CSI: Miami (eine Folge)
- 2005–2010: Lost (fünf Folgen)
- 2006: Supernatural (eine Folge)
- 2006: The Closer (eine Folge)
- 2007: Bionic Woman (eine Folge)
- 2007: CSI: Den Tätern auf der Spur (CSI: Crime Scene Investigation, eine Folge)
- 2008: Emergency Room – Die Notaufnahme (ER, eine Folge)
- 2009: Cold Case – Kein Opfer ist je vergessen (Cold Case, eine Folge)
- 2009: Leverage (eine Folge)
- 2010: Castle (Folge 2x20 Die Late Night Jungs)
- 2010: Lone Star (zwei Folgen)
- 2013: Under the Dome (fünf Folgen)
- 2014: Melissa & Joey (zwei Folgen)
- 2017: Bosch (drei Folgen)
- 2018: Sharp Objects (Miniserie)
- 2020: Chilling Adventures of Sabrina (Fernsehserie, Folge 2x13, 2x15 als Zelda Spellman)
- 2022: Criminal Minds: Evolution (1 Folge)
- 2023: Love and Death (Miniserie)

### Fernsehfilme
- 1991: Rewrite for Murder
- 1992: Flirt mit dem Tod – Eine gnadenlose Affäre (Are You Lonesome Tonight)
- 1992: Schreie im Wald (In the Deep Woods)
- 1992: Shadowhunter
- 1994: Justice in a Small Town
- 1996: Sabrina und die Zauberhexen (Sabrina the Teenage Witch, Pilotfilm)
- 1998: A Champion's Fight
- 2004: Homeland Security
- 2005: Mystery Woman: Mystery Weekend
- 2010: Die Rache der Brautjungfern (Revenge of the Bridesmaids)
- 2014: A Perfect Christmas List
- 2016: Late Bloomer
- 2017: Romance at Reindeer Lodge
- 2019: Sister of the Bride
- 2019: Always and Forever Christmas
- 2019: My Best Friend's Christmas
- 2019: Christmas Town – 14 märchenhafte Weihnachten (Christmas Town)
- 2024: The Merry Gentlemen